# Ninpō
Ne doit pas être confondu avec Ninjutsu.
Le mot japonais ninpō (忍法) est composé du kanji nin (忍), qui signifie « endurance, patience, supporter », et du kanji hō (法) qui signifie « règles, lois ».
La discipline du ninja est celle désignée par l'appellation ninjutsu, mais il est aussi souvent fait référence au ninpō de façon erronée[pas clair].
Historiquement, le terme ninpō fut diffusé et popularisé au Japon durant la période de paix d'Edo (XVIIe siècle), pour désigner la représentation du ninja tel que le dépeignaient le théâtre kabuki et les estampes de cette époque, à savoir un guerrier adepte de magie.
Actuellement, certaines organisations japonaises se réclamant du Takamatsu den (enseignement de maître Takamatsu Toshitsugu) utilisent la dénomination de ninpō (忍法) dans leur enseignement. C'est le cas du Bujinkan qui désigne notamment son enseignement en tant que budō ninpō taijutsu (忍法武道体術), ou le Genbukan qui désigne son enseignement par la dénomination Genbukan ninpō bugei (玄武館忍法武芸).